# Pedro Injai Gomes
Pedro Injai Gomes (Seixal, 4 giugno 2003) è un calciatore portoghese, difensore del Kəpəz.

## Carriera
Cresciuto nelle giovanili di Sporting Lisbona e Boavista, nella stagione 2023-2024 ha giocato in prestito nel Campeonato de Portugal all'Atlético CP ed al Barreirense. Ha debuttato nel calcio professionistico il 10 agosto 2024 nell'incontro di Primeira Liga vinto 1-0 contro il Casa Pia.

## Statistiche

### Presenze e reti nei club
Statistiche aggiornate al 30 agosto 2024.
| Stagione        | Squadra         | Campionato      | Campionato | Campionato | Coppe nazionali | Coppe nazionali | Coppe nazionali | Coppe continentali | Coppe continentali | Coppe continentali | Altre coppe | Altre coppe | Altre coppe | Totale | Totale |
| Stagione        | Squadra         | Comp            | Pres       | Reti       | Comp            | Pres            | Reti            | Comp               | Pres               | Reti               | Comp        | Pres        | Reti        | Pres   | Reti   |
| --------------- | --------------- | --------------- | ---------- | ---------- | --------------- | --------------- | --------------- | ------------------ | ------------------ | ------------------ | ----------- | ----------- | ----------- | ------ | ------ |
| gen.-giu. 2023  | Atlético CP     | CdP             | 2          | 0          | CP              | 0               | 0               |                    | -                  | -                  |             | -           | -           | 2      | 0      |
| 2023-2024       | Barreirense     | CdP             | 6          | 0          | CP              | 0               | 0               |                    | -                  | -                  |             | -           | -           | 6      | 0      |
| 2024-2025       | Boavista        | PL              | 4          | 0          | CP+CdL          | 0               | 0               |                    | -                  | -                  |             | -           | -           | 4      | 0      |
| Totale carriera | Totale carriera | Totale carriera | 12         | 0          |                 | 0               | 0               |                    | -                  | -                  |             | -           | -           | 12     | 0      |